# با دیگران
با دیگران فیلمی اجتماعی، ساخت ایران به کارگردانی و نویسندگی ناصر ضمیری محصول سال ۱۳۹۲ است.

## بازیگران
- هنگامه قاضیانی
- بابک حمیدیان
- لیلا زارع
- حمیدرضا آذرنگ
- روشنک سه قلعه گی
- ندا اسدی
- حسین محجوب